# آرتا (هندوئیسم)
آرتا (سانسکریت: अर्थ) یکی از چهار هدف زندگی بشر در فلسفه هندی است.[۱] واژه آرتا به معنای تحت اللفظی «معنا، معنا، هدف، هدف یا ماهیت» بر اساس زمینه ترجمه می‌شود.[۲] آرتا همچنین مفهوم گسترده‌تری در متون مقدس هندوئیسم، بودیسم و جین (دین) دارد. به عنوان یک مفهوم، معانی متعددی دارد که همگی دلالت بر «وسایل زندگی»، فعالیت‌ها و منابعی دارد که فرد را قادر می‌سازد در وضعیتی قرار گیرد که می‌خواهد در آن باشد.